# 金蹴りプレイ
金蹴りプレイ（きんけりプレイ）とは睾丸を蹴り上げる行為である。急所蹴りプレイとも呼ばれる。護身術などとは異なり、あくまでもS女性とM男性との間で性的興奮を高めるために行われるSMプレイの一種である。護身術としては、金的の項目を参照。

M男性は、蹴り上げられた際の睾丸の痛みそのものや、股間を押さえて苦しむ屈辱的な姿を女性に見られることに性的興奮を覚え、尿道球腺液の排出に至る場合もある。
S女性は足の甲や膝で睾丸を蹴り上げ、M男性の悶える姿を楽しむ。 特に睾丸の下部からの打撃は精巣上体（副睾丸）を直撃するので、軽い蹴りでもかなりの激痛を伴うことが多い。
M男性は全裸、ブリーフ、ビキニなど、股間の膨らみが目立つ好みのコスチュームを身につけプレイに臨む。

## SMクラブなどで行われる金蹴りプレイのバリエーション
1.格闘技プレイでの急所蹴り（急所打ち）
S側に扮した女性従業員がプロレス、ボクシングなどを模倣して格闘しながらM男性の股間の急所を狙い、足の甲や膝で蹴り上げ集中的に攻撃する。（この場合女性側はハイヒールやブーツでプレイする事が多く、打撃力が増す）
2.ヒール（爪先又は踵）での急所踏みつけ
あお向け、またはうつぶせにM男性を寝かし、股を開かせて睾丸を踏みつける。
3.電気あんま
寝かしたM男性の両足を開いて急所（ペニスも含む）を足の裏で小刻みに震わせて刺激する。